# 몬스터 (2016년 드라마)
《몬스터》(Monster)는 2016년 3월 28일부터 2016년 9월 20일까지 방영된 MBC 월화드라마이다.

## 줄거리
거대한 권력집단의 음모에 가족과 인생을 빼앗긴 한 남자의 복수극으로, 철옹성과도 같은 베일에 싸인 특권층들의 추악한 민낯과 진흙탕에서도 꽃망울을 터뜨리는 아름다운 사랑 이야기를 그린 드라마다.

## 등장인물

### 주요 인물
- 강지환 : 강기탄 (이국철) 역 (아역 이기광)
- 성유리 : 오수연 (차정은) 역 (아역 이열음)
- 박기웅 : 도건우 역
- 수현 : 유성애 역 - 국가정보원 블랙요원

### 도도그룹
- 정보석 : 변일재 역 - 이국철의 이모부, 미래전략사업부 법무, 재무실장
- 박영규 : 도충 역 - 도도그룹 총수
- 이덕화 : 황재만 역 - 도충의 손위처남, 현직 국회의원, 한국당 대선후보 → 대통령
- 김보연 : 황귀자 역 - 도충의 본처
- 진태현 : 도광우 역 - 도충의 장남, 계열사 사장
- 조보아 : 도신영 역 - 도충의 딸, 미래전략사업부 총괄실장 → 도도호텔 사장
- 김혜은 : 황지수 역 - 황재만 딸, 변일재의 아내, 현직 대학교수
- 정웅인 : 문태광 역 - 미래전략사업부 팀장
- 차광수 : 고해술 역 - 미래전략사업부 본부장

### 비밀방산조직 (화평단)
- 최종원 : 조기량 역 - 보스
- 이엘 : 옥채령 역 - 비밀 로비스트
- 고윤 : 차우 역 - 화교 출신, 조직의 임무를 받고 옥채령을 돕는 인물

### 그 외 인물
- 김세아 : 모경신 역 - 도도그룹 미래전략사업부 비서실 팀장
- 이승형 : 한상구 역 - 도도그룹 미래전략사업부 비서
- 송경철 : 공복신 역 - 도충의 집사
- 차순형 : 리우 역 - 비밀방산조직 화평단 소속
- 김명수 : 차중락 역 - 차정은의 아버지
- 남명렬 : 이준식 역 - 이국철의 아버지
- 김원해 : 민병호 역 - 변호사
- 남기애 : 정미옥 역 - 이국철의 어머니
- 김예령 : 윤자영 역 - 도건우의 어머니
- 정수환 : 어린 차동수 역
- 정순원 : 오진철 (차동수) 역
- 김영웅 : 염형구 역 - 국가정보원 부장
- 이아현 : 최지혜 역
- 이채미 : 박예빈 역 - 최지혜의 딸
- 김동희 : 이수탁 역 - 도도그룹 미래전략사업부 신입사원
- 이문정 : 홍난정 역 - 도도그룹 미래전략사업부 신입사원
- 진예솔 : 박소희 역 - 도도그룹 미래전략사업부 신입사원
- 신주환 : 김해일 역 - 도도그룹 미래전략사업부 신입사원
- 신승환 : 양동이 역 - 도광우 비자금 관리책
- 고인범 : 김대우 역 - 기무사령관 출신 A방위산업 데표
- 박훈 : 오충동 역. 변일재의 수하
- 유일 : 유태인 역
- 김영재
- 강신철
- 이창 : 도도호텔 매니저 역
- 설창희
- 김애령
- 설지윤
- 홍서준
- 송경화
- 유옥주
- 차상미
- 윤종원 : 경호원 역
- 단강호
- 양희명
- 강동엽
- 진영범 : 남 기자 역
- 주석태 : 강 변호사 역 - 극동그룹 변호사
- 손건우
- 손희순
- 서보익
- 성기윤 : 최면술사 진교수 역
- 왕시명 : L 역
- 홍승범 : 박팀장 역
- 민상우
- 임재민
- 강찬양
- 조재룡
- 신재도
- 이윤상
- 최대성
- 최홍일
- 허인구
- 유하복
- 김광인
- 주부진
- 박건락
- 전진기
- 최익준
- 이승훈
- 옥주리
- 이규섭
- 권혁수
- 나재균
- 박팔영
- 이진목
- 유필란
- 정재진
- 김홍수
- 성낙경
- 미석
- 조현진
- 김인식
- 류성현 : 조참 후보 역
- 이강욱
- 정규수 : 소길두 역 - 도도그룹 채권보유자
- 정성모 : 어경석 역 - 민국당 대선후보
- 양현민 : 박형사 역
- 유병선
- 이석구
- 원근희
- 홍기준
- 김왕근
- 이경영
- 이원재
- 손선근
- 박진수
- 강순호
- 손진환
- 김태영
- 전해룡
- 윤용준
- 박성균
- 김인식
- 정현석
- 여운복
- 민정섭
- 민경수
- 김인식
- 정명준
- 김현
- 김윤태
- 손인용
- 조성희
- 이용직
- 윤용준 : 도치 역 - 소길두 수하
- 함진성 : 교도관 역
- 이현배 : 박검사 역

### 특별출연
- 배종옥 : 정만옥 역 - 이국철의 이모
- 성지루 : 고주태 역
- 김진우 : 박지수 역 - 도신영 맞선남
- 서인
- 류수민 : 뉴스 앵커 역
- 홍혜걸 : 의학전문기자 역
- 나세웅
- 진백림 : 마이클 창 역
- 이원종 : 나도광 역 - 생명공학박사로 MK2 백신 개발자
- 김형기 : 뉴스 앵커 역

## 시청률
최저 시청률과 최고 시청률은 시청률 조사회사와 지역별로 시청률에 차이가 있을 수 있습니다.
| 2016년 | 2016년   | 2016년         | 2016년       | 2016년         | 2016년       |
| 회차   | 방송일   | TNmS 시청률    | TNmS 시청률  | AGB 시청률     | AGB 시청률   |
| 회차   | 방송일   | 대한민국(전국) | 서울(수도권) | 대한민국(전국) | 서울(수도권) |
| ------ | -------- | -------------- | ------------ | -------------- | ------------ |
| 제1회  | 3월 28일 | 7.4%           | 8.1%         | 7.3%           | 7.8%         |
| 제2회  | 3월 29일 | 7.7%           | 8.3%         | 7.0%           | 7.8%         |
| 제3회  | 4월 4일  | 9.0%           | 10.3%        | 9.5%           | 10.6%        |
| 제4회  | 4월 5일  | 9.1%           | 9.7%         | 8.9%           | 9.5%         |
| 제5회  | 4월 11일 | 7.5%           | 8.2%         | 8.2%           | 9.3%         |
| 제6회  | 4월 12일 | 7.3%           | 7.3%         | 8.7%           | 9.7%         |
| 제7회  | 4월 18일 | 7.4%           | 8.4%         | 8.5%           | 9.5%         |
| 제8회  | 4월 19일 | 7.8%           | 8.4%         | 8.1%           | 9.1%         |
| 제9회  | 4월 25일 | 7.7%           | 9.2%         | 8.1%           | 8.7%         |
| 제10회 | 4월 26일 | 8.2%           | 8.8%         | 8.2%           | 9.0%         |
| 제11회 | 5월 2일  | 6.9%           | 7.7%         | 7.5%           | 8.2%         |
| 제12회 | 5월 3일  | 7.1%           | 8.5%         | 8.4%           | 9.3%         |
| 제13회 | 5월 9일  | 7.1%           | 8.2%         | 7.5%           | 8.4%         |
| 제14회 | 5월 10일 | 8.4%           | 9.0%         | 9.3%           | 10.2%        |
| 제15회 | 5월 16일 | 7.4%           | 7.8%         | 8.0%           | 8.9%         |
| 제16회 | 5월 17일 | 8.0%           | 8.5%         | 9.5%           | 10.3%        |
| 제17회 | 5월 23일 | 7.2%           | 8.2%         | 8.1%           | 8.8%         |
| 제18회 | 5월 24일 | 8.4%           | 9.5%         | 8.6%           | 9.4%         |
| 제19회 | 5월 30일 | 7.7%           | 7.6%         | 8.0%           | 8.7%         |
| 제20회 | 5월 31일 | 7.8%           | 8.1%         | 7.7%           | 8.3%         |
| 제21회 | 6월 6일  | 8.4%           | 10.4%        | 10.3%          | 11.4%        |
| 제22회 | 6월 7일  | 9.6%           | 10.2%        | 10.7%          | 11.7%        |
| 제23회 | 6월 13일 | 8.8%           | 10.5%        | 10.4%          | 11.4%        |
| 제24회 | 6월 14일 | 9.6%           | 10.7%        | 10.7%          | 11.5%        |
| 제25회 | 6월 20일 | 9.4%           | 10.7%        | 9.7%           | 10.4%        |
| 제26회 | 6월 21일 | 10.4%          | 11.7%        | 11.1%          | 11.9%        |
| 제27회 | 6월 27일 | 9.7%           | 10.7%        | 10.6%          | 11.7%        |
| 제28회 | 6월 28일 | 10.2%          | 10.7%        | 11.1%          | 11.9%        |
| 제29회 | 7월 4일  | 9.8%           | 10.8%        | 11.1%          | 12.2%        |
| 제30회 | 7월 5일  | 11.6%          | 12.0%        | 11.0%          | 11.8%        |
| 제31회 | 7월 11일 | 9.8%           | 10.3%        | 10.5%          | 10.5%        |
| 제32회 | 7월 12일 | 11.3%          | 11.9%        | 11.2%          | 11.8%        |
| 제33회 | 7월 18일 | 10.1%          | 10.7%        | 9.9%           | 9.7%         |
| 제34회 | 7월 19일 | 12.3%          | 13.6%        | 11.1%          | 11.2%        |
| 제35회 | 7월 25일 | 10.9%          | 12.3%        | 10.7%          | 11.5%        |
| 제36회 | 7월 26일 | 11.7%          | 12.6%        | 11.3%          | 11.0%        |
| 제37회 | 8월 1일  | 11.2%          | 11.6%        | 10.7%          | 10.9%        |
| 제38회 | 8월 2일  | 12.8%          | 12.9%        | 11.9%          | 12.2%        |
| 제39회 | 8월 9일  | 11.4%          | 11.4%        | 9.8%           | 10.0%        |
| 제40회 | 8월 22일 | 9.2%           | 8.9%         | 8.9%           | 9.2%         |
| 제41회 | 8월 23일 | 9.7%           | 10.0%        | 9.7%           | 9.5%         |
| 제42회 | 8월 29일 | 9.2%           | 9.7%         | 10.0%          | 10.3%        |
| 제43회 | 8월 30일 | 10.6%          | 11.4%        | 10.8%          | 11.0%        |
| 제44회 | 9월 5일  | 10.1%          | 11.0%        | 9.4%           | 9.7%         |
| 제45회 | 9월 6일  | 10.9%          | 11.7%        | 10.3%          | 10.3%        |
| 제46회 | 9월 12일 | 10.1%          | 11.4%        | 10.6%          | 10.9%        |
| 제47회 | 9월 13일 | 11.0%          | 10.7%        | 10.3%          | 10.4%        |
| 제48회 | 9월 19일 | 12.6%          | 13.1%        | 11.4%          | 11.7%        |
| 제49회 | 9월 20일 | 12.9%          | 12.9%        | 12.1%          | 12.7%        |
| 제50회 | 9월 20일 | 13.8%          | 14.0%        | 14.1%          | 15.1%        |

## 결방 사유 및 연속 방송
- 2016년 8월 8일 : 2016년 하계 올림픽 중계방송으로 인해 결방.
- 2016년 8월 15일 : 2016년 하계 올림픽 중계방송으로 인해 결방.
- 2016년 8월 16일 : 2016년 하계 올림픽 중계방송으로 인해 결방.
- 2016년 9월 20일 : 밤 10시부터 2회 연속방송 (49회, 50회)

## 수상
- 2016년 MBC 연기대상 여자 신인상 조보아

## 동시간대 드라마
- KBS 월화드라마

《* 동네변호사 조들호》 (2016년 3월 28일 ~ 2016년 5월 31일)
《백희가 돌아왔다》 (2016년 6월 6일 ~ 2016년 6월 14일)
《뷰티풀 마인드》 (2016년 6월 20일 ~ 2016년 8월 2일)
《구르미 그린 달빛》 (2016년 8월 22일 ~ 2016년 10월 18일)
- SBS 월화드라마

《대박》 (2016년 3월 28일 ~ 2016년 6월 14일)
《닥터스》 (2016년 6월 20일 ~ 2016년 8월 23일)
《달의 연인 - 보보경심 려》 (2016년 8월 29일 ~ 2016년 11월 1일)